# NGC 2623
NGC 2623 je galaksija u zviježđu Raku.

## Vanjske poveznice
- SEDS: NGC 2623